# Luis Ortiz de Vargas

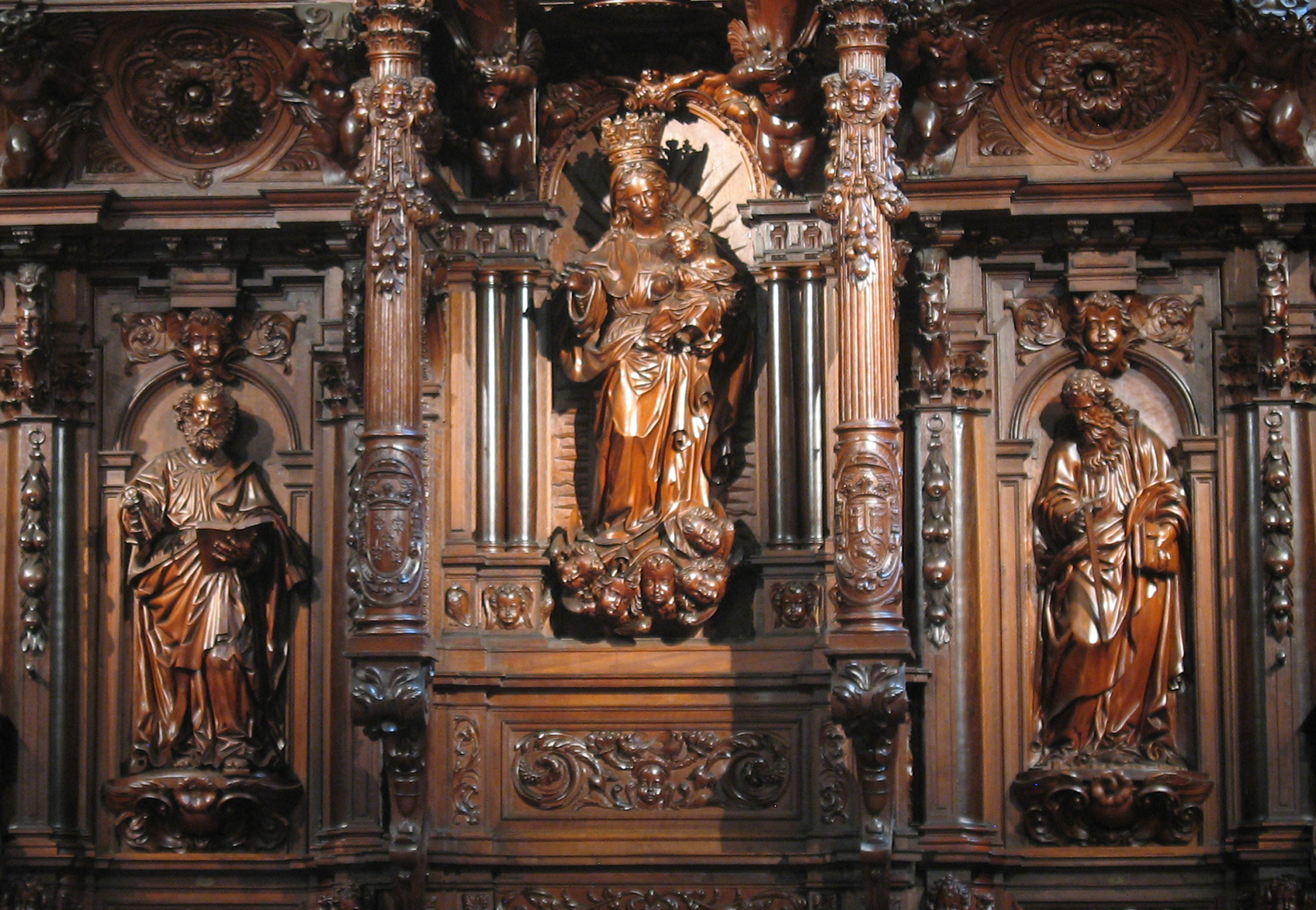
Virgen, San Pedro y San Pablo, de la sillería del coro de la Catedral de Málaga

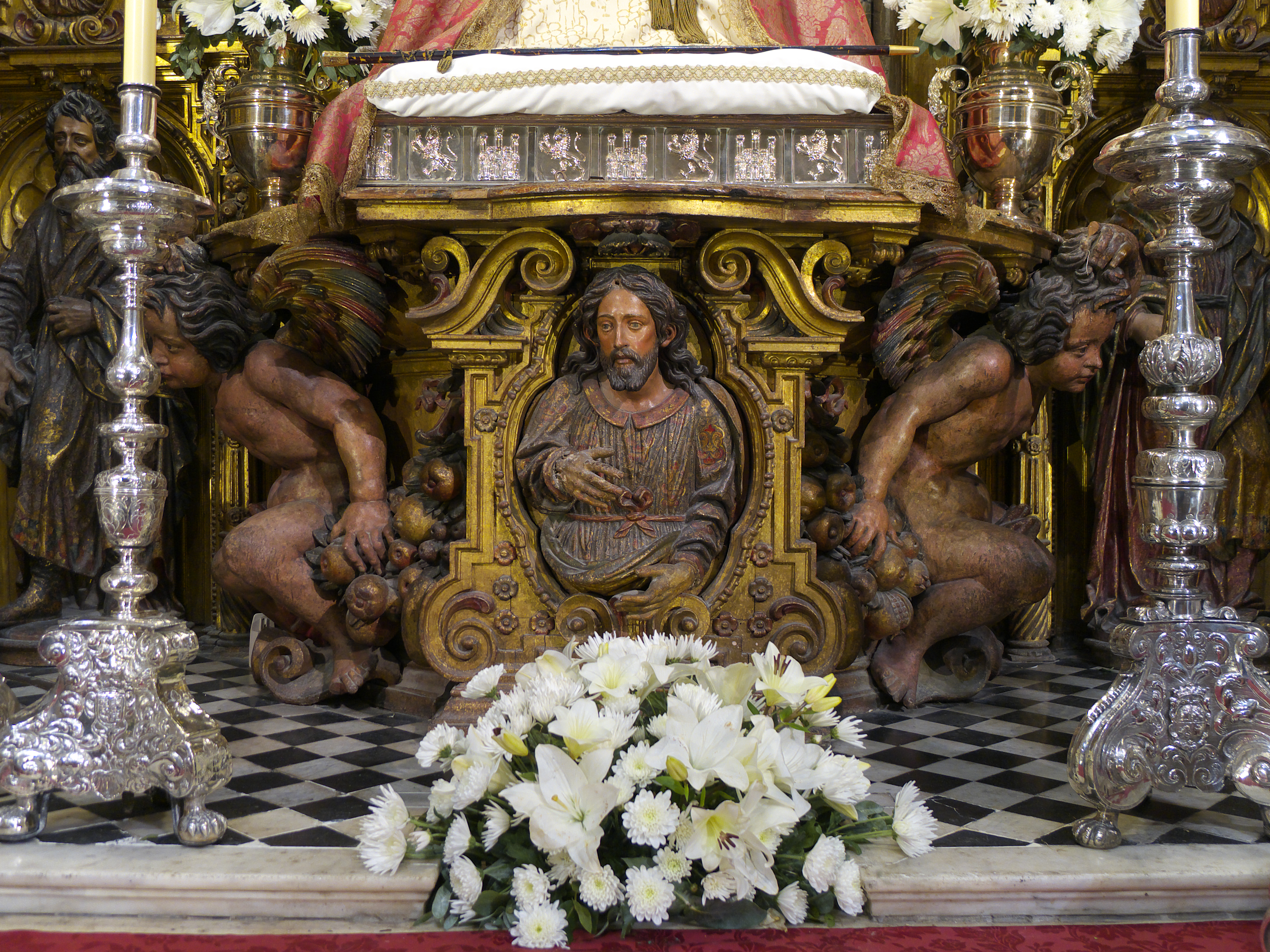
Detalle del retablo de la Virgen de los Reyes. Catedral de Sevilla

Luis Ortiz de Vargas (Cazorla, Jaén, h. 1588-Sevilla, 1649) fue un escultor y ensamblador de retablos que desarrollo su actividad en distintos puntos de Andalucía y en Lima, donde vivió entre 1619 y 1628 antes de volver a la península. Ya en Sevilla, se hizo cargo junto con Gaspar Ginés del taller de Juan de Mesa fallecido en año anterior.

## Obra
- En Lima, donde permaneció entre 1619 y 1627, se conoce su participación en el concurso para la realización de la sillería del coro de la Catedral, obra que realizó en lo fundamental, Pedro de Noguera y en la que pudo haber colaborado.

En Málaga:
- Arquitectura de la Sillería del coro de la Catedral de Málaga (1633 -1638). Se le atribuyen también las tres primeras imágenes (la Virgen, San Pedro y San Pablo).

- Arquitectura del retablo de la Basílica y Real Santuario de Santa María de la Victoria de Málaga ejecutado entre 1620 y 1661. En él intervinieron también, los escultores José Micael y Alfaro, Jerónimo Gómez de Hermosilla y el pintor Luis de Zayas.

En Sevilla:
- Retablo (1641-1643) de la capilla funeraria que la familia Ramírez de Arellano poseía en la iglesia de San Bartolomé.
- Retablo de la Virgen de los Reyes de la Catedral (1644-1648).
- Retablo de la Merced de la Iglesia de San Pedro de Carmona (1619). Arquitectura y relieves laterales. El relieve central del segundo cuerpo se debe a Francisco de Ocampo y la talla es de autor desconocido.
- Retablo mayor de los carmelitas descalzos de Écija (1616).

En Córdoba:
- Retablo de San Antonio de la Catedral de Córdoba (1617-1618) .

Por lo demás, aún no se ha identificado ninguna obra de su etapa en el Perú, aunque sí hay constancia documental de distintos trabajos hoy desaparecidos.